# Бои в Гори (2008)
Битва за Го́ри (груз. გორის ოკუპაცია) — сражение в ходе Войны в Грузии в 2008 году между российской и грузинской армиями, в течение которого город и его окрестности обстреливались, а затем контролировались вооружёнными силами России.
В 2008 году с 14 по 23 августа грузинский спецназ провел операцию и освободил город последние российские войска покинули город 23 августа

## Стратегическая ценность
Гори расположен в 30 километрах южнее Цхинвали, у которого в августе 2008 года начался военный конфликт, распространившийся также и на основную часть Грузии, в результате чего Гори, являвшийся к началу войны одним из основных опорных пунктов грузинской армии, несколько раз подвергся бомбардировке российскими военно-воздушными силами.

## Хроника событий

### Авианалёты и вступление в город российских войск

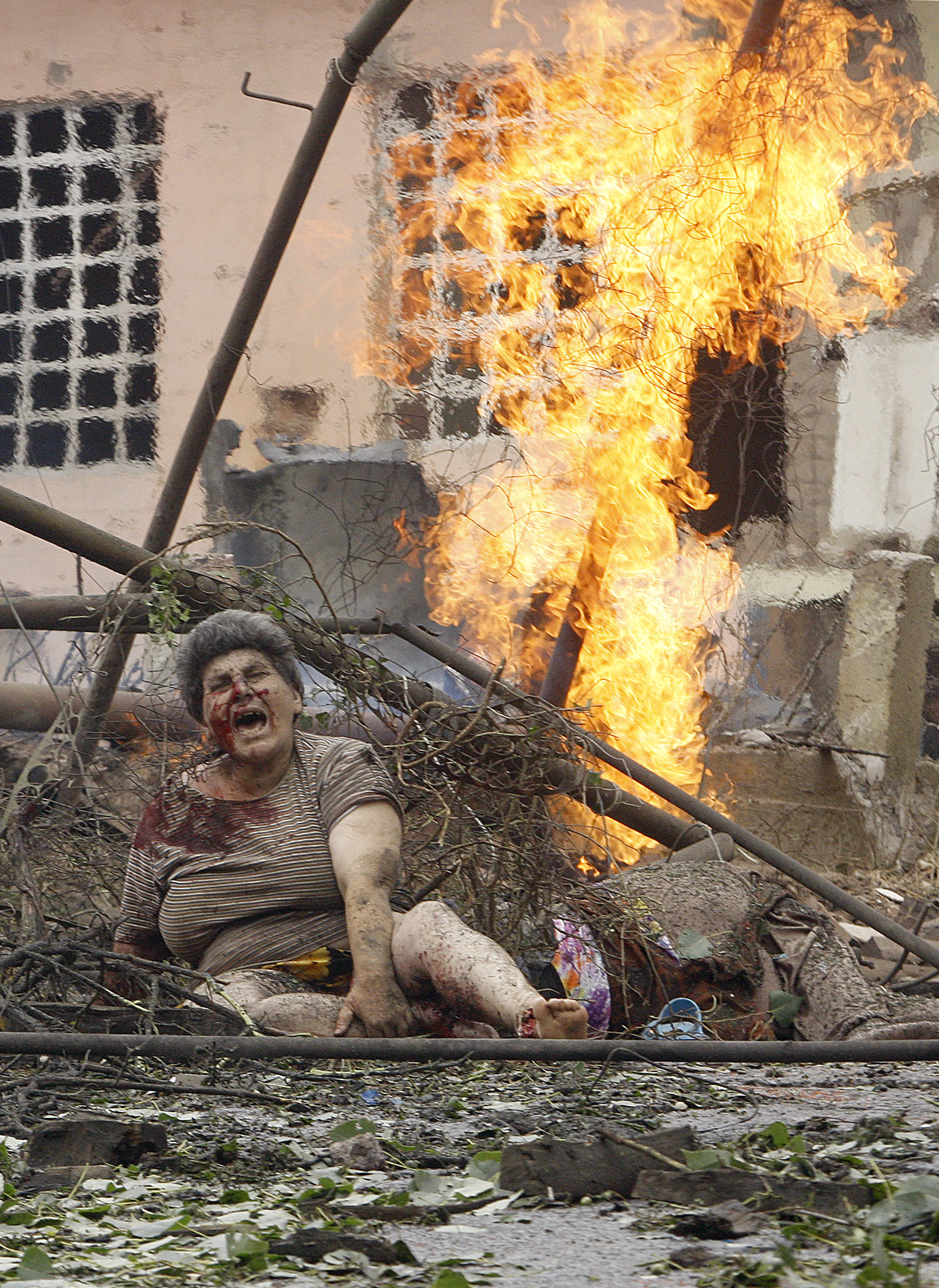
Женщина кричит о помощи во время первых обстрелов Гори.

9 августа, в ходе бомбардировок грузинских военных объектов российской авиацией, по заявлениям грузинской стороны, погибло 60 мирных жителей, были разрушены жилые здания. Корреспонденты газеты «Коммерсантъ», побывавшие в Гори, приводят следующее:

На рассвете, едва въехав в родной город Иосифа Сталина, мы увидели три чёрные от копоти пятиэтажки с вывернутыми наружу оконными рамами. Из выбитых окон струился сизый дым. У детской площадки, покачиваясь из стороны в сторону, стоял высокий человек в очках и молча курил. На наш вопрос, как всё произошло, он ответил своим: 

— А вы откуда? 

— Журналисты из Москвы. 

Этот ответ мгновенно вывел его из себя, и он перешёл на крик: 

— Передайте своей Москве, что если ей хочется повоевать, то пусть воюет в Цхинвали! Причём тут Гори? Или Путину не даёт покоя, что родившийся здесь грузин когда-то правил его Россией? 

Во дворике одного из домов стоял серый микроавтобус «Газель» с потрескавшимися стёклами. В салоне, съёжившись, спали четверо мужчин. Заслышав хруст стёкол под нашими ногами, двое из них проснулись и по одному выбрались наружу. 

— Журналисты, да? — спросил один из них, назвавшийся потом Джимшером.— Ну пошли покажу наши достопримечательности. Видишь эту железную лепёшку? Вчера утром это было «жигулёнком». Когда упала первая бомба, в нём сидели муж с беременной женой. Ему было 28 лет, а ей — 27. Попробуй найди от них хоть что-нибудь. 

Потом Джимшер повёл нас к своему подъезду, к тому, что, как он считал, стоило нашего внимания. При входе под окнами валялись резиновые шлёпанцы и оторванная по локоть рука. 

— Здесь соседки мои стояли, когда бомба упала. В одну секунду накрыло четверых,— рассказывал Джимшер. 

Потом мы шли по лестнице и входили во все дверные проёмы подряд — большинство дверей сорвало с петель. Квартира Джимшера, можно сказать, уцелела: в стареньком серванте даже осталась пара целеньких стаканов, а соседняя выгорела дотла. С балкона Джимшер указал на воинскую часть, которая и была целью авианалёта. Из десятка строений пострадало одно. Остальные три бомбы угодили в жилые дома. Сколько всего человек погибло, точно никто не знает, говорят, что 10-15.

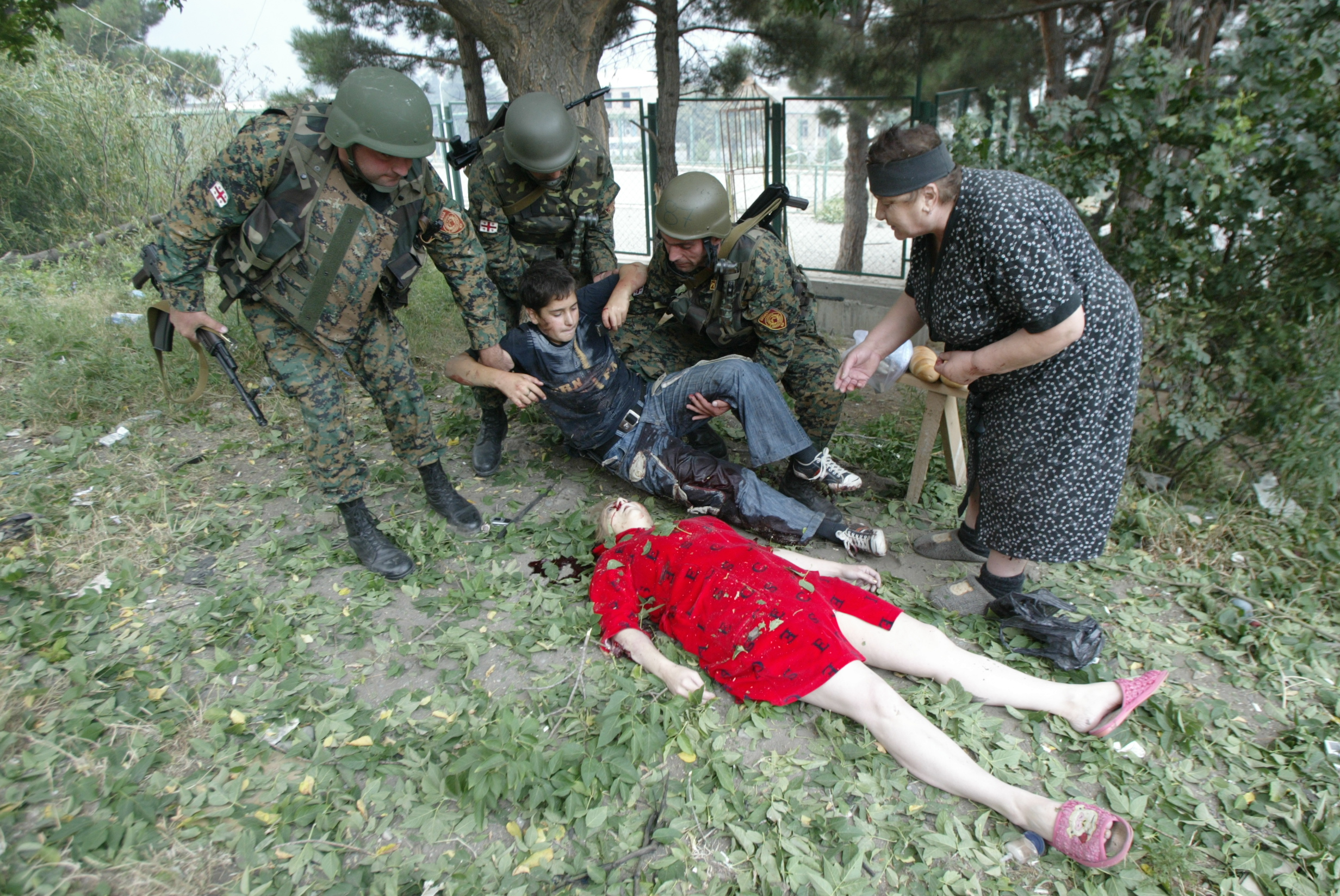
Труп женщины и мальчик друг рядом с другом

Вечером 10 августа, после предупреждения со стороны грузинского министерства внутренних дел о том, что Гори находится на небезопасной территории, часть гражданского населения покинуло город. В тот же день группа российских войск в составе двух парашютно-десантных рот на БМД, усиленная четырьмя самоходными орудиями «Нона» и 4 БТР, двинулась по направлению в Гори. На следующий день город был оставлен грузинской армией. Следствием поспешного отступления стало большое число брошенных транспортных средств и единиц тяжёлой военной техники. Грузинские войска отступили в столицу Грузии — Тбилиси. На подходе к Гори российские десантники расстреляли грузинскую военную колонну у селения Вариани.

### Бомбардировки 12 августа

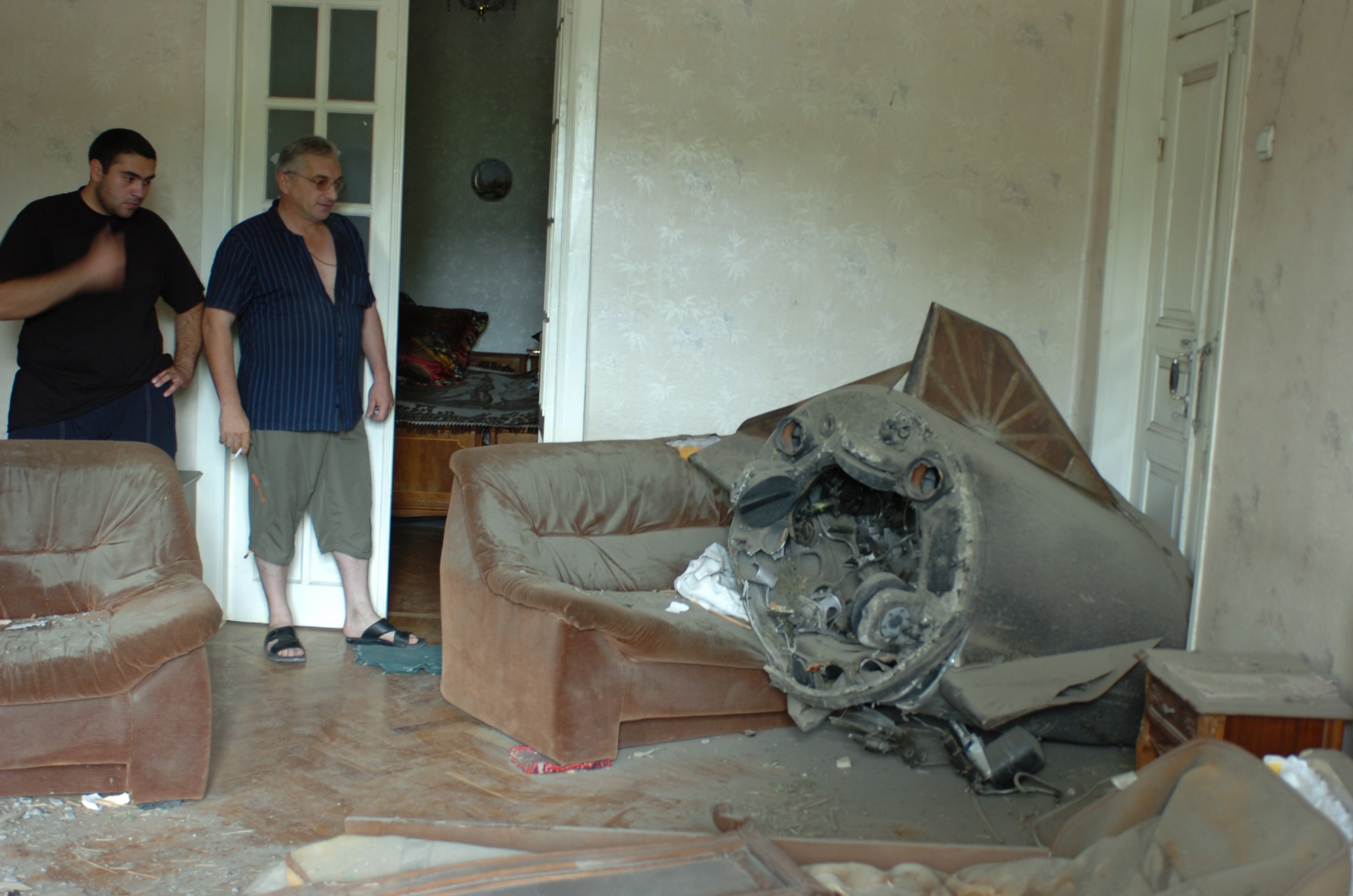
Ракета в одной из квартир Гори, 25 августа 2008 г.

12 августа российские самолёты вновь подвергли город бомбардировке. Командир 104-го десантно-штурмового полка Г. В. Анашкин вспоминал:

Наутро получили задание совершить манёвр, занять высоты и захватить телевышку города Гори. Это было 12 числа. К одиннадцати часам все высоты были взяты, телевышка была захвачена. В результате захвата телевышки был уничтожен личный состав грузинской противотанковой батареи и захвачены противотанковые пушки. Они были развёрнуты около лесочка. Получилось так, что мы заскочили и оказались выше их, и сверху сбили их и уничтожили. Перешли к обороне по этим высотам. В ночь 12-го было объявлено, что боевые действия российских войск прекращены.
Ночью на тринадцатое было видно, как из Гори уходит большое количество грузинской техники. У наших боевых машин дальность стрельбы небольшая, поэтому вести огонь было бессмысленно. Их отход был панический — они бросили столько техники, столько боеприпасов. Когда наши заходили в казармы, сбивали замки с оружейных комнат, в пирамидах нетронутые автоматы. Техника стоит прямо в хранилищах. Некоторая техника построена в колонны, так они и стоят брошенные. Были даже колонны с заведёнными двигателями, с полным боекомплектом и заправкой. Мы захватывали пленных, и они рассказывали, что после нашего прорыва и боя у военной базы распространился слух, что две российские дивизии вторглись в Грузию и всё сметают на своём пути, всех режут без пощады. Это была настоящая паника.

Утром прошла бомбардировка главной площади г. Гори с использованием кассетных боеприпасов, доставленных тактической ракетой «Искандер»; перед зданием городской администрации (где десятки местных жителей собрались в ожидании продовольственной помощи) на месте погибли по меньшей мере 8 человек и были ранены несколько десятков. В числе погибших был нидерландский журналист (документальный кинооператор Стан Сториманс), ещё один нидерландский и израильский журналисты были ранены. Грузинские военные, как сообщалось, вывели свои подразделения из Гори накануне ночью. Позднее правозащитная организация Human Rights Watch провела расследование на месте событий и заявила, что в этот день в Гори и Руиси были применены кассетные бомбы РБК-250 с 30 суббоеприпасами (боевыми элементами) ПТАБ-2,5М в каждой. Сложность возникла с заявлениями некоторых журналистов о том, что «кассетные боеприпасы имеются только в российской армии», что не до конца верно, так как позже грузинская сторона официально признала применение грузинской авиацией кассетных боеприпасов M85 (аналогичных применяющимся на системах M270 MLRS/HIMARS).
Ещё одно, более тщательное, расследование этого обстрела на месте провела официальная экспертная комиссия правительства Нидерландов. Она пришла к выводу, что эта атака была проведена тактической ракетой СС-26 («Искандер») с кассетной боевой частью, падение головной части которой было запечатлено видеокамерами агентства Reuters. Остатки ракеты-носителя с серийным номером были запечатлены на фотографиях. Так как ракеты этого типа состоят на вооружении только российской армии, комиссия пришла к однозначному выводу, что она и произвела атаку. Российское командование отрицает применение российской авиацией кассетных бомб в ходе войны и причастность ВВС РФ к этому обстрелу, российский МИД не признал выводов Нидерландской экспертной комиссии.

### Под контролем российских войск
По утверждениям журналиста Романа Доброхотова, большей части жителей города удалось уехать до блокады; из 50 тысяч человек осталось около 500.
Согласно данным издания Газета.ру, к 12 августа непосредственно под Гори находился батальон объявленного в федеральный розыск в России, но выступающего на российской стороне генерала Сулима Ямадаева.
13 августа, по заявлению МВД Грузии, в 14 часов российские войска полностью заняли территорию города. Российская сторона это не подтвердила. Министр иностранных дел России С. В. Лавров подтвердил присутствие российской армии вблизи грузинских городов Гори и Сенаки, отвергая информацию о её пребывании в Поти. Заместитель начальника Генштаба А. А. Ноговицын: «Российских танков в Гори нет, и быть не могло». Генштаб РФ: «Под Гори находились не танки, а БТРы».
14 августа Гори контролируется совместно грузинской полицией и российскими войсками. Войска РФ передали контроль над Гори грузинским полицейским. Генерал-майор Александр Борисов официально подтвердил: в Гори могут спокойно входить грузинские полицейские для совместного патрулирования. Вместе с грузинскими полицейскими в Гори въехали несколько групп журналистов. У некоторых из них забрали автомобили (журналисты обвинили в этом осетинских ополченцев). В окрестностях Гори был замечен грузинский спецназ. Ситуация в городе и его окрестностях вновь обострилась. Обстрелы и постоянные грабежи продолжались. В городе произошло нападение неизвестных на служащих ООН, сообщило «Эхо Москвы» со ссылкой на «Франс Пресс».
Глава информационно-аналитического управления МВД Грузии заявил, что российские войска минируют Гори и Поти.

### Послевоенная ситуация и вывод российских войск

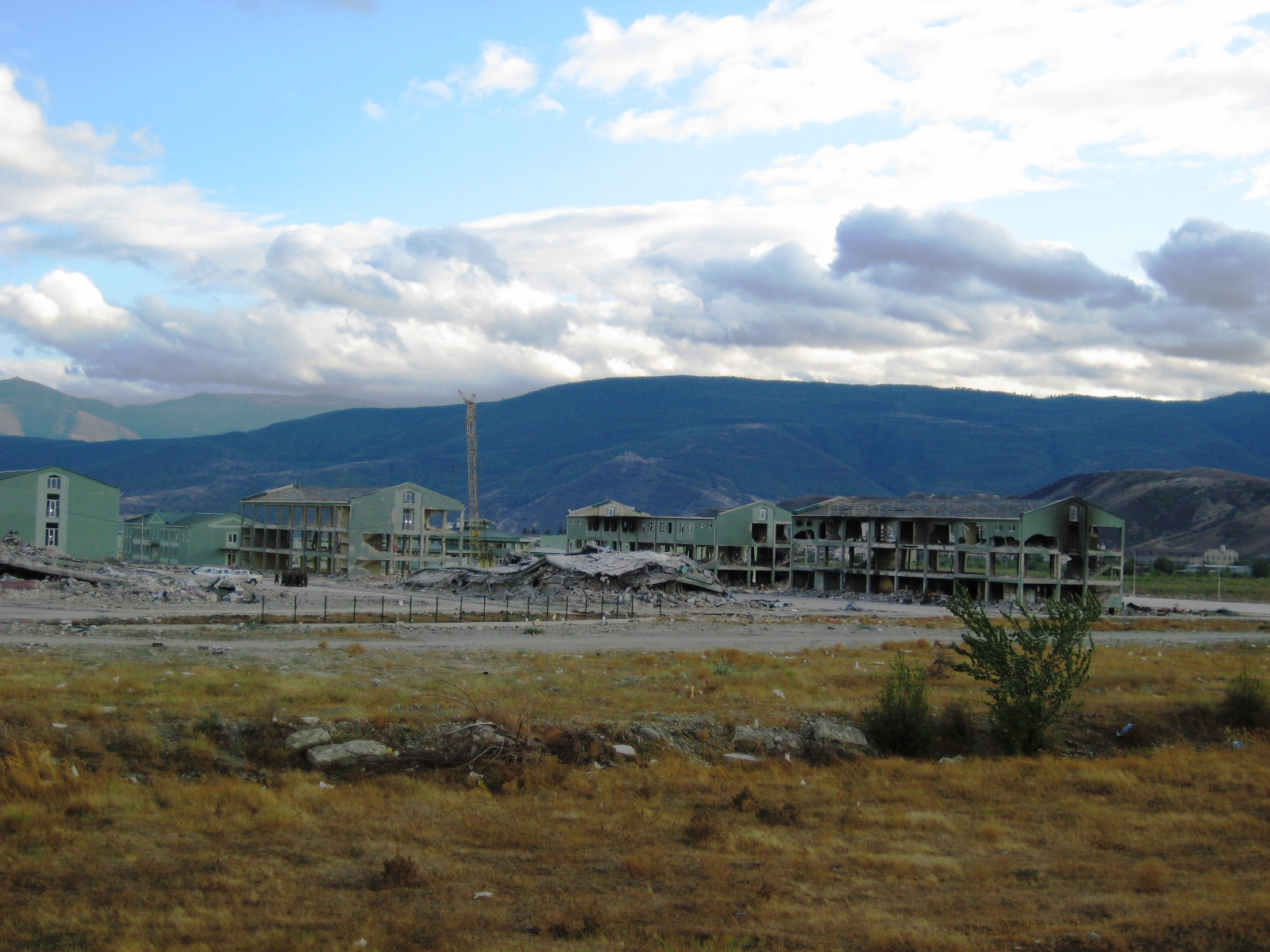
Разрушенные военные базы в Гори.

15 августа газета The Guardian писала, что, по словам жителей Гори, контролируемого российскими войсками, солдаты продолжают мстить грузинам. Корреспондент службы «Радио Свобода» в Гори утверждал, что 18 августа видел пьяного российского солдата, угрожавшего автоматом мирным жителям, видел российских солдат-мародёров, выносящих из школы компьютер. По его утверждению, в городе в открытую действуют банды грабителей, оккупационные российские силы, которые ввели в Гори комендантский час, не принимают мер по борьбе с ними. Как заявил представитель Минобороны России, все разговоры о том, что Гори разрушен и там идёт мародёрство, не соответствуют действительности.

22 августа последние российские военные формирования покинули Гори, и город перешёл под полный контроль грузинских правоохранительных органов. В 19:30 в город въехала грузинская полиция, а к 23 часам прибыл министр внутренних дел Грузии Вано Мерабишвили (заявивший, что МВД Грузии полностью контролирует шоссе Хашури-Тбилиси, но проезд по нему не возможен до полного разминирования) и мэр Тбилиси Гиги Угулава (заявивший, что вне города и шоссе остались незаконные российские блок-посты). По утверждению постпреда Грузии при ООН Александра Ломая, на этих постах стоят не одобренные двусторонними соглашениями военнослужащие 58-й российской армии, а недопустимые к миротворческой службе десантные подразделения в форме миротворческих сил.

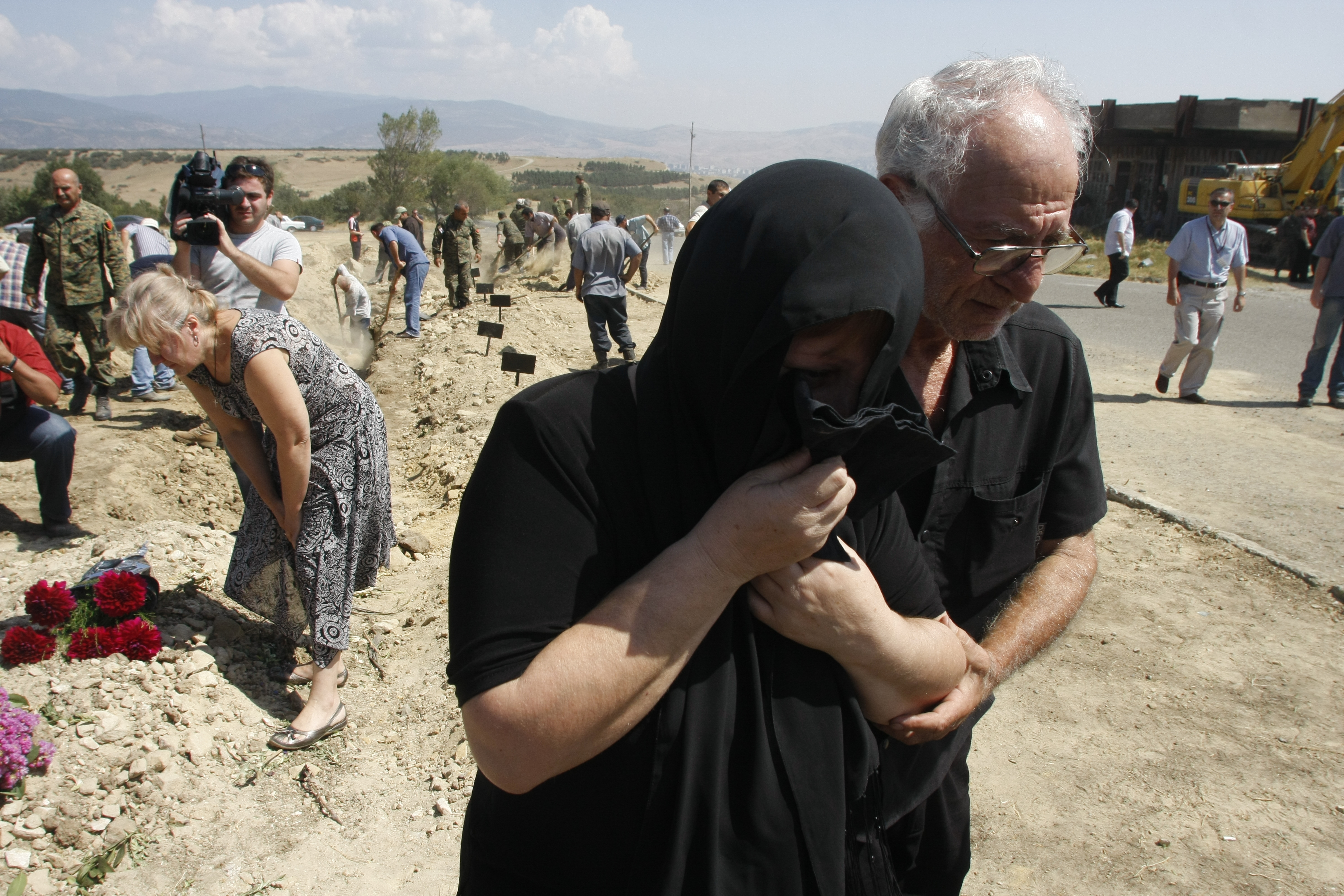
28 августа 2008г.

На 23 августа 2008 года ближайший контрольно-пропускной пункт российских войск вблизи Гори находился в пяти километрах от города, в деревне Каралети. 

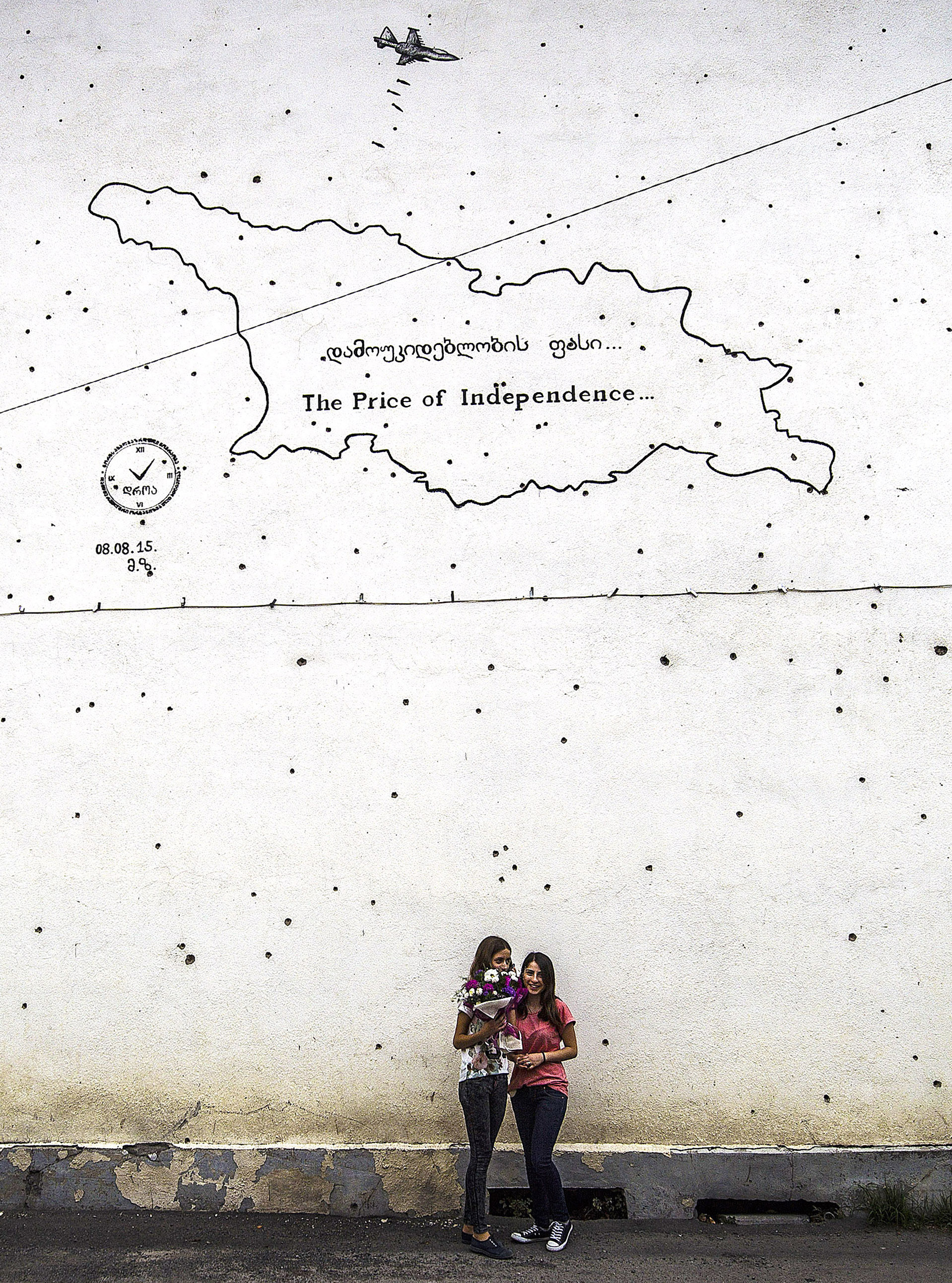
Стена памяти боёв за Гори.

## Последовавшие события и оценки
В 2021 году Большая палата ЕСПЧ признала, что Россия после завершения войны осуществляла фактический контроль над «буферной зоной» (включавшей город Гори) в период с 12 августа 2008 года и до официального вывода российских войск, и потому события, произошедшие после прекращения активных боевых действий, подпадают под юрисдикцию Российской Федерации.
В декабре 2022 года в ходе следствия Международного уголовного суда по Грузии генерал Борисов был признан виновным в военных преступлениях, совершенных во время боевых действий, однако ордер не был выдан, поскольку тот умер в ноябре 2021 года.